# روبين دا سيلفا
روبين دا سيلفا (بالإسبانية: Rubén Da Silva)‏ هو لاعب كرة قدم ومدرب كرة قدم أوروغواياني، ولد في 11 أبريل 1968 في مونتفيدو في الأوروغواي. شارك مع منتخب الأوروغواي لكرة القدم. أما مع النوادي، فقد لعب مع بوكا جونيورز وروزاريو سنترال وريفر بليت ولوغرونيس ونادي تيكوس ونادي كريمونيسي ونادي لاتسيو وناسيونال مونتيفيديو.

## وصلات خارجية
- روبين دا سيلفا على موقع الاتحاد الدولي (مؤرشف)  (الإنجليزية)
- روبين دا سيلفا على موقع قاعدة بيانات كرة القدم.إي يو (الإنجليزية)
- روبين دا سيلفا على موقع ناشيونال فوتبول تيمز (الإنجليزية)